# Маріус (фільм, 2013)
«Маріус» (фр. Marius) — французький фільм 2013 року, поставлений режисером Данієлем Отеєм за однойменною п'єсою з марсельської трилогії Марселя Паньоля. Стрічка є рімейком однойменного фільму 1931 року (режисер Александр Корда).

## Сюжет
У одному з наймальовничіших старих портів Марселя літній чоловік Сезар Олів'є (Данієль Отей) тримає популярний матроський бар у якому він працює разом зі своїм сином Маріусом (Рафаель Персонас). На відміну від батька, який повністю віддається улюбленій роботі, Маріус не надто задоволений тим, як складається його життя. Щодня він спостерігає за тим, як судна виходять з порту, і він марить бажанням покинути все і вирушити у мандри разом з моряками. Він вже давно мріє про те, щоб вийти в море, побачити світ і зробити хоч щось цікаве у своєму житті. Але замість цього Маріус щодня слухає настанови свого батька, адже після його смерті бар дістається саме йому.
На ринку недалеко від бару працює симпатична дівчина Фанні (Віктуар Белезі), яка сильно закохана в Маріуса, але він занадто захоплений морем, тому майже не звертає на неї уваги. Намагаючись викликати у хлопцеві ревнощі, дівчина починає загравати з багатим мосьє Оноре Паніссом (Жан-П'єр Дарруссен) — старим приятелем Сезара. Він набагато старший за дівчину, але це її не зупиняє, адже тільки так вона може привернути увагу свого коханого. І досить скоро Маріусу належить зробити складний вибір між втіленням мрії усього свого життя і Фанні, до якої у нього почали зароджуватися сильні почуття.

## У ролях
| Данієль Отей       | ···· | Сезар Олів'є               |
| Рафаель Персонас   | ···· | Маріус                     |
| Жан-П'єр Дарруссен | ···· | Оноре Панісс               |
| Віктуар Белезі     | ···· | Фанні                      |
| Марі-Анн Шазель    | ···· | Оноріна Кабані, мати Фанні |
| Ніколя Вод         | ···· | мосьє Брен                 |
| Данієль Руссо      | ···· | Ескартефіг                 |
| Руфус              | ···· | Пікуазо                    |
| Жан-Луї Барселона  | ···· | Фріспуле                   |
| Мартіна Дьоталеві  | ···· | мадам Ескартефіг           |

## Визнання
| Нагороди та номінації фільму «Маріус» | Нагороди та номінації фільму «Маріус» | Нагороди та номінації фільму «Маріус» | Нагороди та номінації фільму «Маріус» | Нагороди та номінації фільму «Маріус» | Нагороди та номінації фільму «Маріус» |
| Рік                                   | Кінофестиваль/кінопремія              | Категорія/нагорода                    | Номінант                              | Результат                             |                                       |
| ------------------------------------- | ------------------------------------- | ------------------------------------- | ------------------------------------- | ------------------------------------- | ------------------------------------- |
| 2014                                  | Премія «Люм'єр»                       | Найкращий молодий актор               | Рафаель Персонас                      | Перемога                              |                                       |
| 2014                                  | Золота зірка кіно                     | Найкраща музика до фільму             | Александр Деспла                      | Перемога                              |                                       |